# Analaches puberliis
Analaches puberliis es una especie de coleóptero de la familia Passalidae.

## Distribución geográfica
Habita en Waigeu.